# ساراتوف

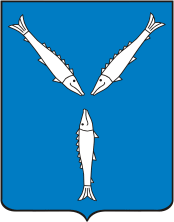
نشان شهر ساراتوف.

ساراتوف (به روسی: Саратов) یکی از شهرهای بزرگ روسیه است.
شهر ساراتوف مرکز استان ساراتوف است و از بندرهای بزرگ کناره رودخانه ولگا به‌شمار می‌آید.
جمعیت این شهر در سال ۲۰۰۲ برابر با ۸۷۳٬۰۵۵ نفر بوده که بیشتر آن‌ها روس می‌باشند. اقلیت بزرگی از تاتارها، اکراینی‌ها، یهودی‌ها و آلمانی‌ها نیز در این شهر زندگی می‌کنند.

## تاریخچه
تاریخ افسانه‌ای : گلونوس، یک شهر افسانه‌ای قوم ایرانی‌تبار سکا را می‌توان در محل کنونی شهر ساراتوف قرار داد. شهر گلونوس در کتاب ششم تواریخ هرودوت ذکر شده. به گفته او داریوش بزرگ این شهر را در سال ۵۱۲ پ.م. سوزاند.
تاریخ مطمئن‌تر اینست که در محل کنونی ساراتوف شهری به نام اوکِک قرار داشته.
تزار فئودور یکم برای استوارسازی سامان‌های مرزی چند سکونتگاه در مناطق مرزی ساخت که ساراتوف نیز یکی از آن‌ها بود. ساراتوف در سال ۱۵۹۰ به عنوان شهری در میانه راه ولگوگراد به سامارا ساخته شد.
ساختمان‌های ساراتوف را در محلی در بالادست رود ولگا به‌طور پیش‌ساخته از چوب ساختند و بعد به محل کنونی ساراتوف منتقل کردند. با این روش، پس از پیش‌سازی، این شهر ظرف چند هفته بر پا شد.
ریشه نام ساراتوف را از واژه‌های تاتاری ساریق آتوف (جزیره شاهین‌ها) یا ساری تای (کوه زرد) دانسته‌اند.

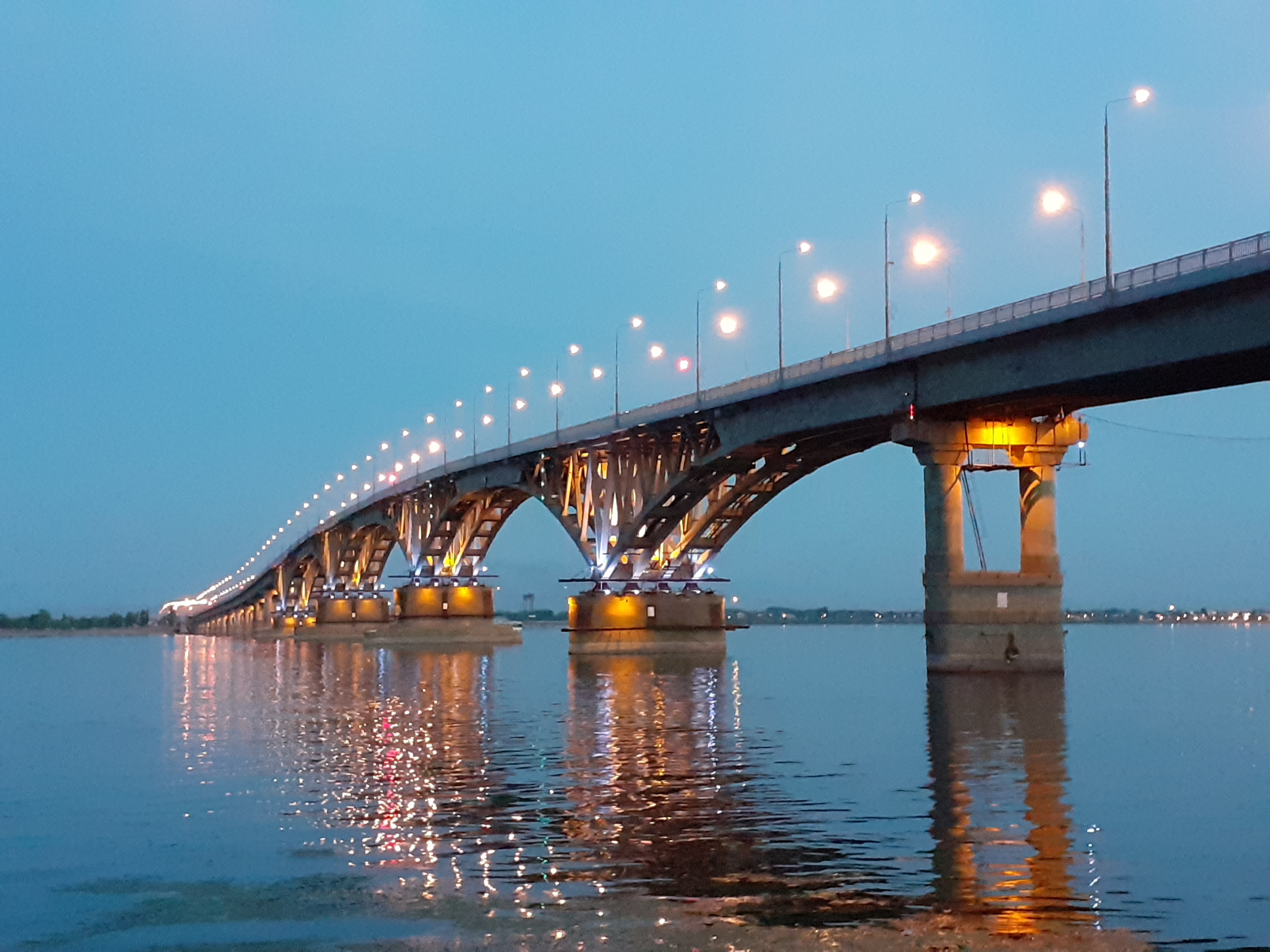
پل ساراتوف بر روی رودخانه ولگا. این پل زمانی طولانی‌ترین پل قاره اروپا بود.

در دهه ۱۸۰۰ این شهر از بندرگاه‌های مهم شد و پس از اتصال به مسکو از طریق راه آهن در سال ۱۸۷۰، از نظر صنعتی نیز پیشرفت کرد.
از آغاز دوران شوروی تا سال ۱۹۹۱ ساراتوف یک شهر بسته بود. یکی از کارخانه‌های بزرگ سازنده هواپیماهای نظامی شوروی در این محل بود و یوری گاگارین، نخستین فضانورد جهان نیز در این شهر آموزش دید.
از زمان قدیم اقلیت بزرگی از آلمانی‌های ولگا در ساراتوف ساکن بودند که با آغاز جنگ جهانی دوم نیمی از آن‌ها به سیبری و قزاقستان تبعید شدند.
امروزه نگارخانه هنری رادیشچف ساراتوف از اماکن دیدنی و معروف آن است.

فرودگاه انگلس-۲ در این شهر قرار دارد.